# Marchastel (Lozère)
Pour les articles homonymes, voir Marchastel.
Marchastel est une commune française, située sur la Via Podensis dans le nord-ouest du département de la Lozère en région Occitanie.
Exposée à un climat de montagne, elle est drainée par le Bès, le ruisseau le Gambaïse, la Peyrade et par divers autres petits cours d'eau. Incluse dans le parc naturel régional de l'Aubrac, la commune possède un patrimoine naturel remarquable : un site Natura 2000 (le « plateau de l'Aubrac ») et huit zones naturelles d'intérêt écologique, faunistique et floristique.
Marchastel est une commune rurale qui compte 45 habitants en 2022, après avoir connu un pic de population de 463 habitants en 1806. Ses habitants sont appelés les Marchastélois ou  Marchastéloises.

## Géographie

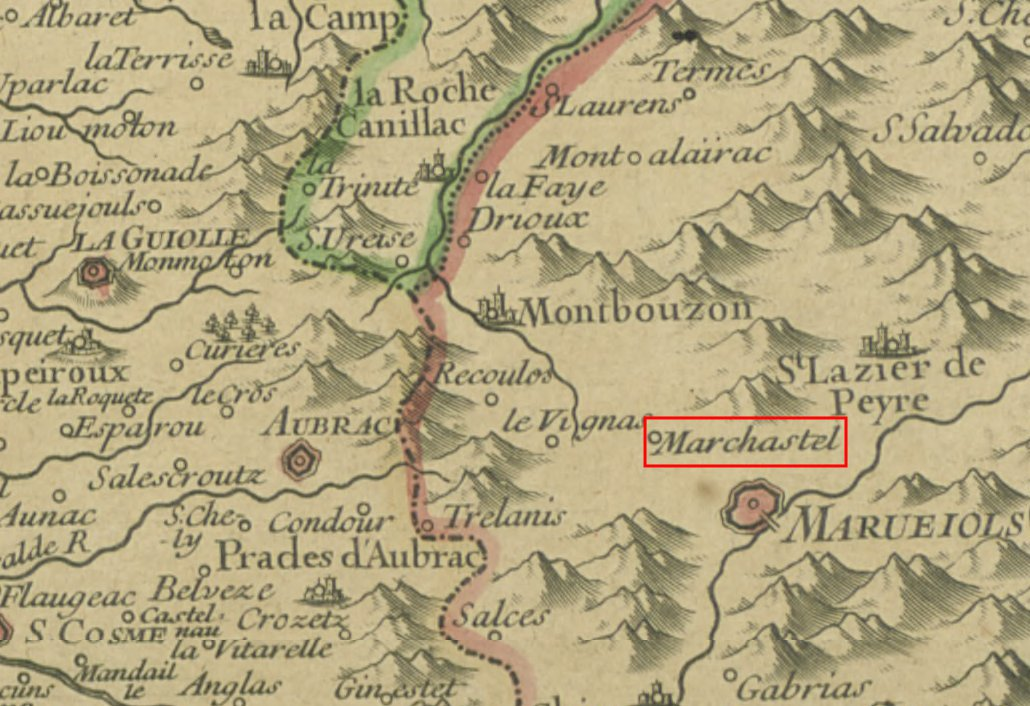
Marchastel sur carte de 1733.

Le village est bâti au pied d'un piton volcanique (1 267 m) qui serait le reste d'un dyke ayant résisté à l'érosion.
À l'est de Marchastel, le mont Redorte (1 291 m) offre un panorama.
Le Bès est franchi par l'intermédiaire d'un pont bâti au XVIe siècle, parfois appelé pont de Bukinkan (par analogie avec Buckingham[réf. nécessaire], les Anglais étant passés dans la région).

### Communes limitrophes
Les communes limitrophes sont  Les Salces, Nasbinals, Prinsuéjols-Malbouzon et Saint-Laurent-de-Muret.
|           | Prinsuéjols-Malbouzon |                        |
| Nasbinals | Marchastel            |                        |
|           | Les Salces            | Saint-Laurent-de-Muret |

### Climat
Pour des articles plus généraux, voir Climat de l'Occitanie et Climat de la Lozère.
En 2010, le climat de la commune est de type climat océanique altéré, selon une étude s'appuyant sur une série de données couvrant la période 1971-2000. En 2020, Météo-France publie une typologie des climats de la France métropolitaine dans laquelle la commune est exposée à un climat de montagne ou de marges de montagne et est dans la région climatique Sud-est du Massif Central, caractérisée par une pluviométrie annuelle de 1 000 à 1 500 mm, minimale en été, maximale en automne.
Pour la période 1971-2000, la température annuelle moyenne est de 6,9 °C, avec une amplitude thermique annuelle de 15,5 °C. Le cumul annuel moyen de précipitations est de 1 112 mm, avec 11,7 jours de précipitations en janvier et 7,2 jours en juillet. Pour la période 1991-2020, la température moyenne annuelle observée sur la station météorologique la plus proche, située sur la commune du Buisson à 10 km à vol d'oiseau, est de 8,0 °C et le cumul annuel moyen de précipitations est de 875,6 mm,. Pour l'avenir, les paramètres climatiques de la commune estimés pour 2050 selon différents scénarios d'émission de gaz à effet de serre sont consultables sur un site dédié publié par Météo-France en novembre 2022.

### Paysages

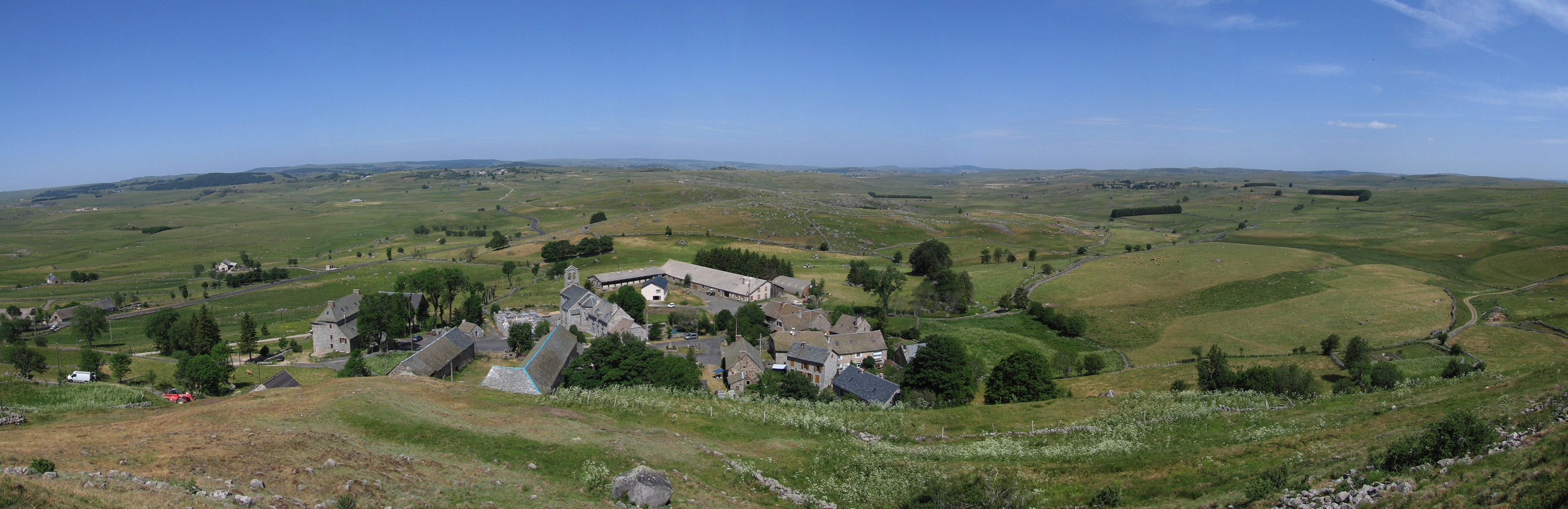
Panorama de Marchastel.

### Milieux naturels et biodiversité

#### Espaces protégés
La protection réglementaire est le mode d’intervention le plus fort pour préserver des espaces naturels remarquables et leur biodiversité associée,.
La commune fait partie du parc naturel régional de l'Aubrac, créé par décret le 23 mai 2018 et occupant une superficie de 220 284 ha. Région rurale de moyenne montagne, l’Aubrac possède un patrimoine encore bien préservé. Son économie rurale, ses paysages, ses savoir-faire, son environnement et son patrimoine culturel reconnus n'en demeurent pas moins vulnérables et menacés et c'est à ce titre que cette zone a été protégée,.

#### Réseau Natura 2000

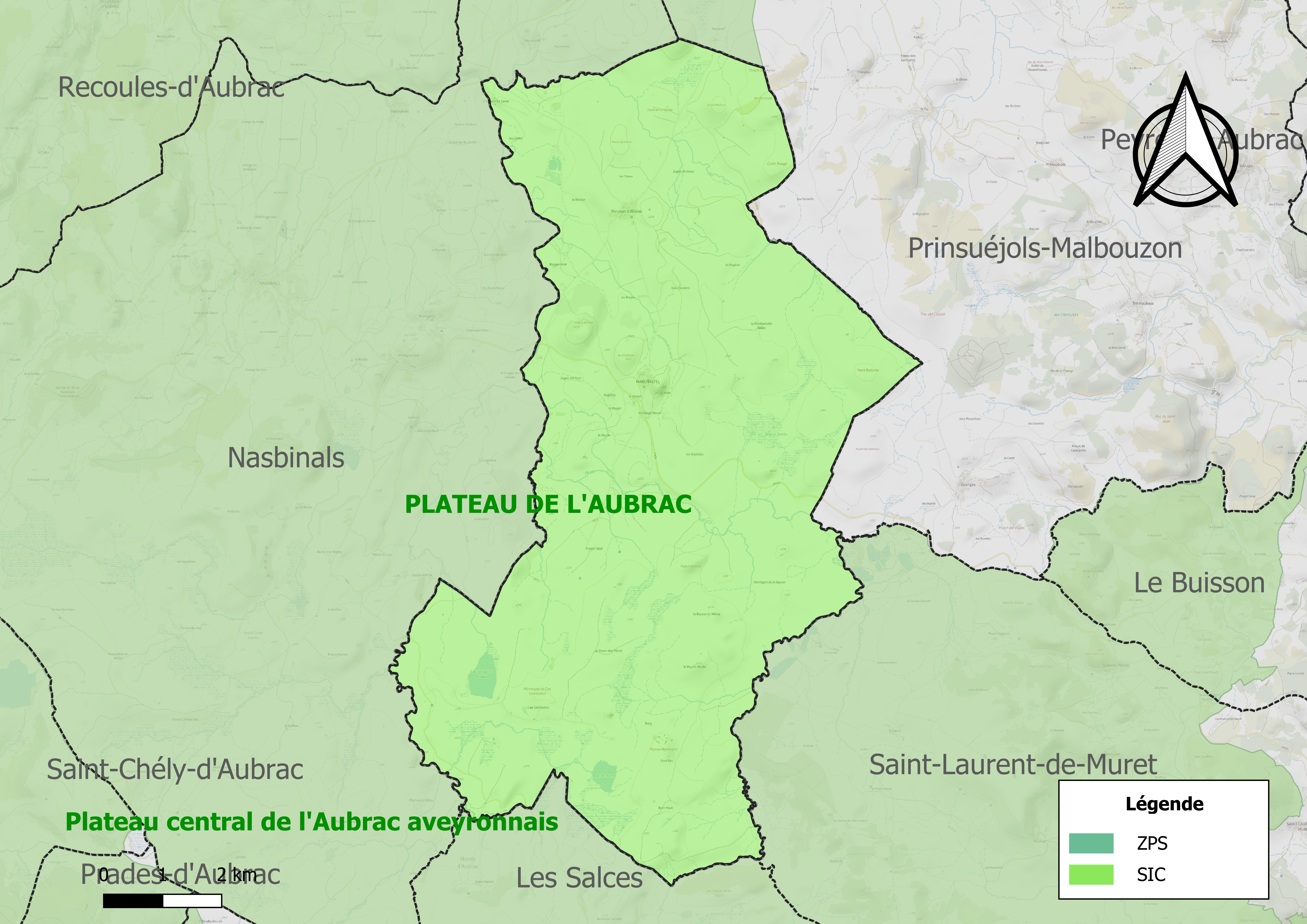
Site Natura 2000 sur le territoire communal.

Le réseau Natura 2000 est un réseau écologique européen de sites naturels d'intérêt écologique élaboré à partir des directives habitats et oiseaux, constitué de zones spéciales de conservation (ZSC) et de zones de protection spéciale (ZPS).
Un site Natura 2000 a été défini sur la commune au titre de la directive habitats : le « plateau de l'Aubrac », d'une superficie de 25 475 ha, un site comportant un grand nombre de tourbières abritant une flore très spécialisée : plantes carnivores, linaigrettes, et certaines espèces relictes des dernières glaciations comme la Ligulaire de Sibérie.

#### Zones naturelles d'intérêt écologique, faunistique et floristique
L’inventaire des zones naturelles d'intérêt écologique, faunistique et floristique (ZNIEFF) a pour objectif de réaliser une couverture des zones les plus intéressantes sur le plan écologique, essentiellement dans la perspective d’améliorer la connaissance du patrimoine naturel national et de fournir aux différents décideurs un outil d’aide à la prise en compte de l’environnement dans l’aménagement du territoire.
Sept ZNIEFF de type 1 sont recensées sur la commune :
- le « lac de Born » (151 ha), couvrant 2 communes du département[17] ;
- le « lac de Saint-Andéol » (110 ha)[18] ;
- les « prairies de Rieutort d'Aubrac » (60 ha)[19] ;
- la « rivière du Bès au lieu-dit «La Grue« » (1 ha), couvrant 2 communes du département[20] ;
- la « tourbière de Sogno Verdo » (20 ha)[21] ;
- la « tourbière du Mont Redorte » (36 ha), couvrant 2 communes du département[22] ;
- les « zones humides du ruisseau de Place Naltes » (390 ha), couvrant 2 communes du département[23] ;

et une ZNIEFF de type 2, : 
le « plateau de l'Aubrac lozérien » (28 285 ha), couvrant 18 communes dont une dans le Cantal et 17 dans la Lozère.

Cartes des ZNIEFF de type 1 et 2 à Marchastel.
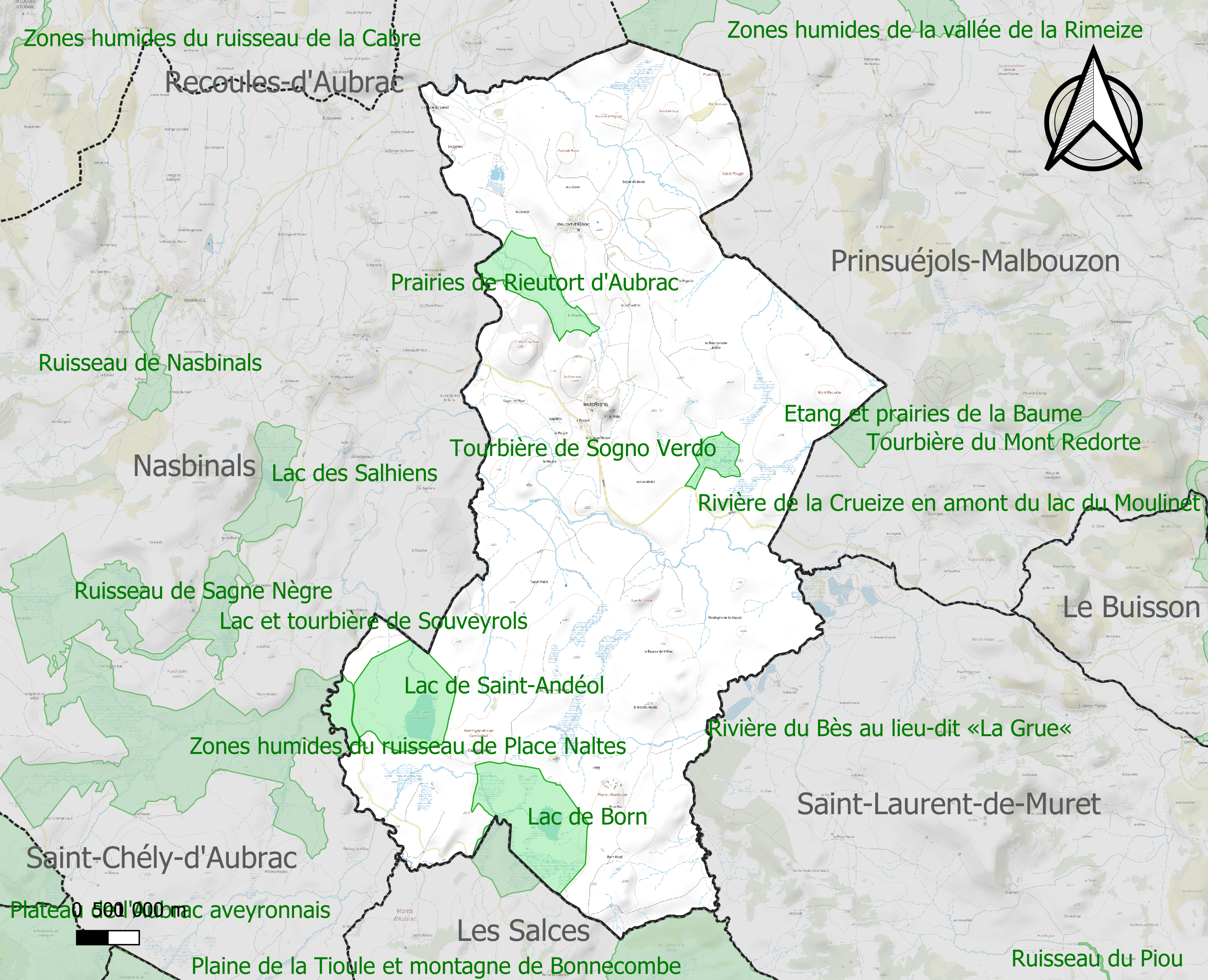
Carte des ZNIEFF de type 1 sur la commune.
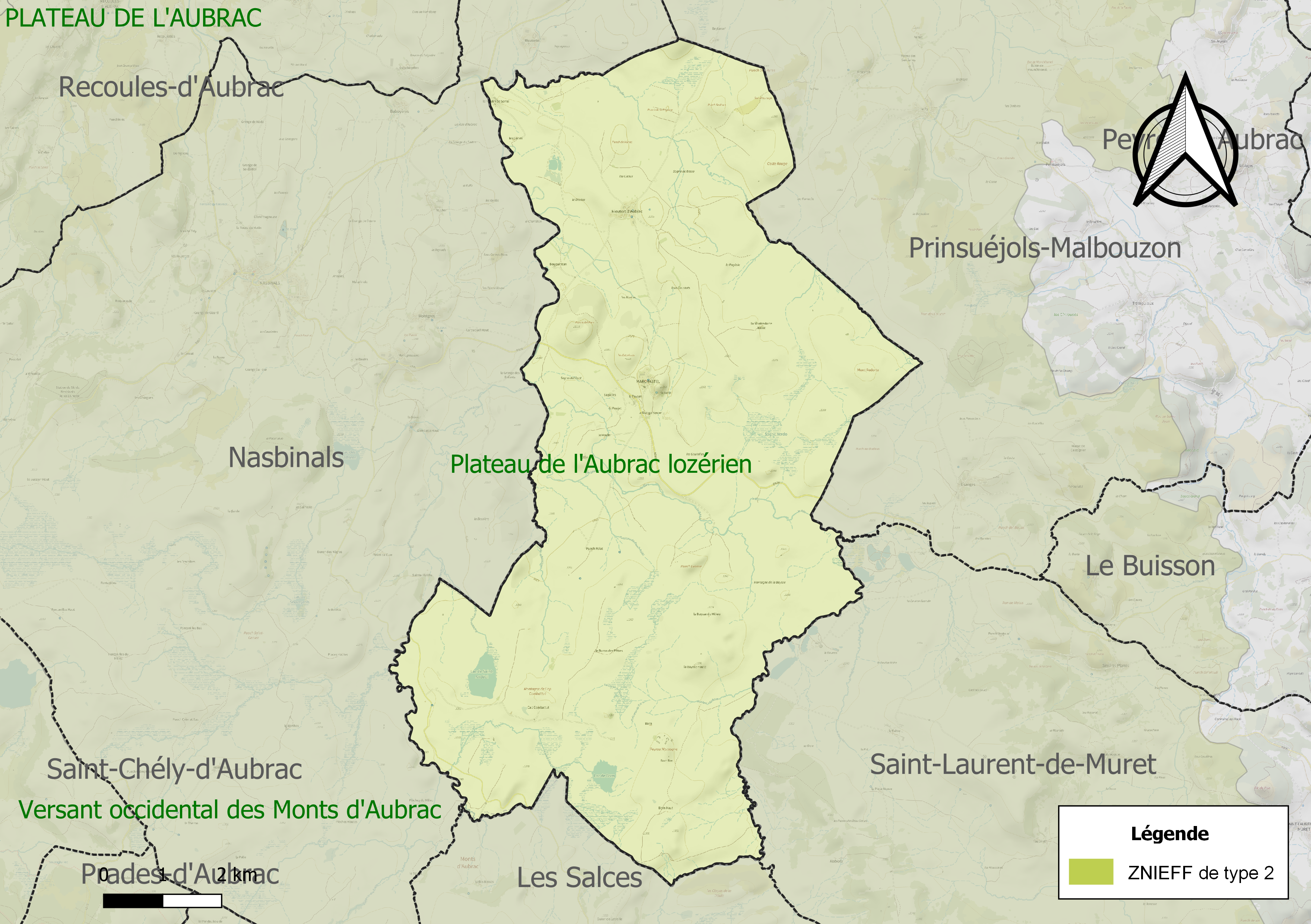
Carte de la ZNIEFF de type 2 sur la commune.

## Urbanisme

### Typologie
Au 1er janvier 2024, Marchastel est catégorisée commune rurale à habitat très dispersé, selon la nouvelle grille communale de densité à sept niveaux définie par l'Insee en 2022.
Elle est située hors unité urbaine et hors attraction des villes,.

### Occupation des sols
L'occupation des sols de la commune, telle qu'elle ressort de la base de données européenne d’occupation biophysique des sols Corine Land Cover (CLC), est marquée par l'importance des forêts et milieux semi-naturels (79 % en 2018), une proportion identique à celle de 1990 (79 %). La répartition détaillée en 2018 est la suivante : 
milieux à végétation arbustive et/ou herbacée (79 %), zones humides intérieures (9,4 %), prairies (6,4 %), zones agricoles hétérogènes (5,1 %). L'évolution de l’occupation des sols de la commune et de ses infrastructures peut être observée sur les différentes représentations cartographiques du territoire : la carte de Cassini (XVIIIe siècle), la carte d'état-major (1820-1866) et les cartes ou photos aériennes de l'IGN pour la période actuelle (1950 à aujourd'hui).

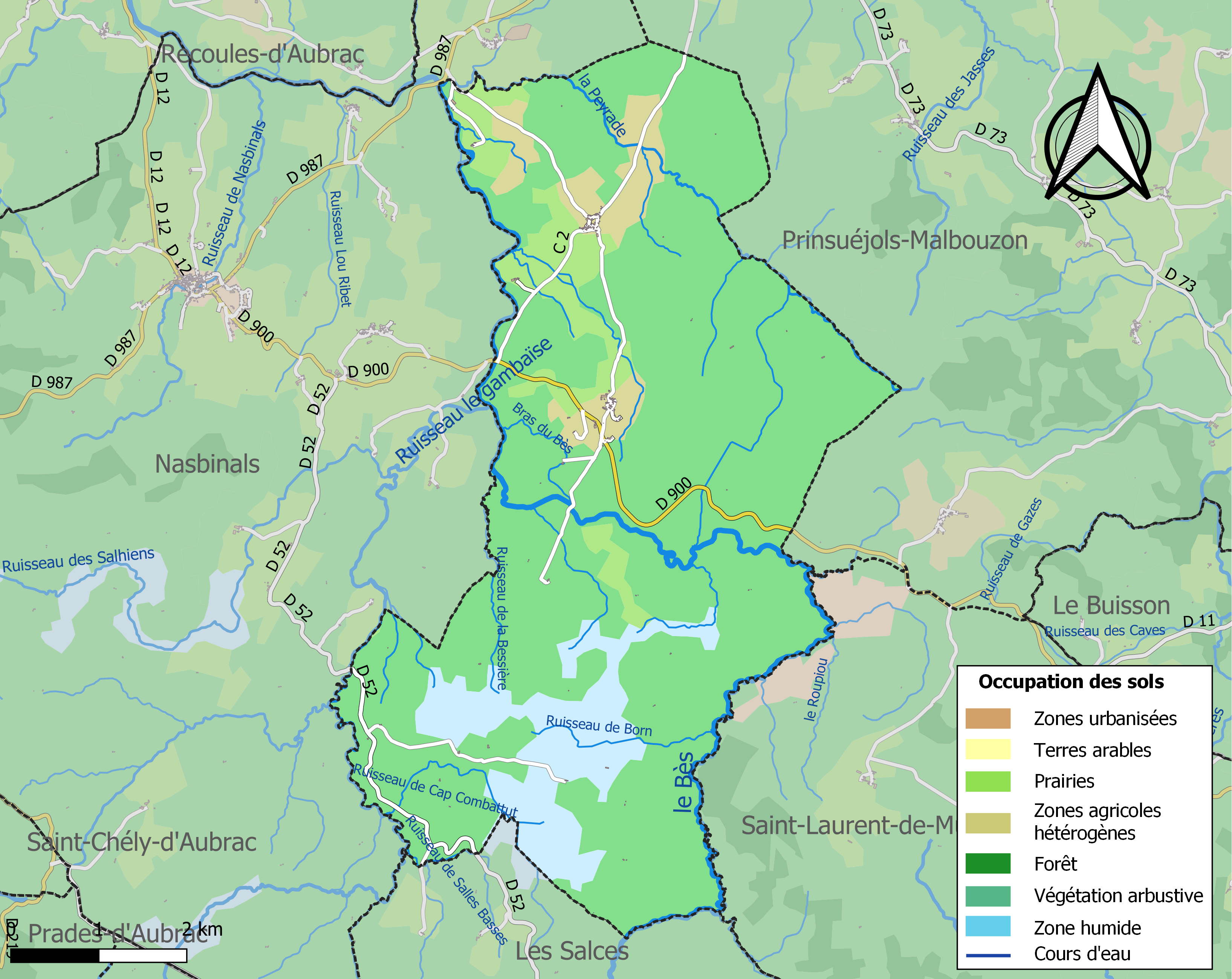
Carte des infrastructures et de l'occupation des sols de la commune en 2018 (CLC).

### Risques majeurs
Le territoire de la commune de Marchastel est vulnérable à différents aléas naturels : météorologiques (tempête, orage, neige, grand froid, canicule ou sécheresse), feux de forêts, mouvements de terrains et séisme (sismicité faible). Il est également exposé à un risque particulier : le risque de radon. Un site publié par le BRGM permet d'évaluer simplement et rapidement les risques d'un bien localisé soit par son adresse soit par le numéro de sa parcelle.

#### Risques naturels
Marchastel est exposée au risque de feu de forêt. Un plan départemental de protection des forêts contre les incendies (PDPFCI) a été approuvé en décembre 2014 pour la période 2014-2023. Les mesures individuelles de prévention contre les incendies sont précisées par divers arrêtés préfectoraux et s’appliquent dans les zones exposées aux incendies de forêt et à moins de 200 mètres de celles-ci. L’arrêté du 23 mars 2018, complété par un arrêté de 2020, réglemente l'emploi du feu en interdisant notamment d’apporter du feu, de fumer et de jeter des mégots de cigarette dans les espaces sensibles et sur les voies qui les traversent sous peine de sanctions. L'arrêté du 23 août 2021, abrogeant un arrêté de 2002, rend le débroussaillement obligatoire, incombant au propriétaire ou ayant droit,,.

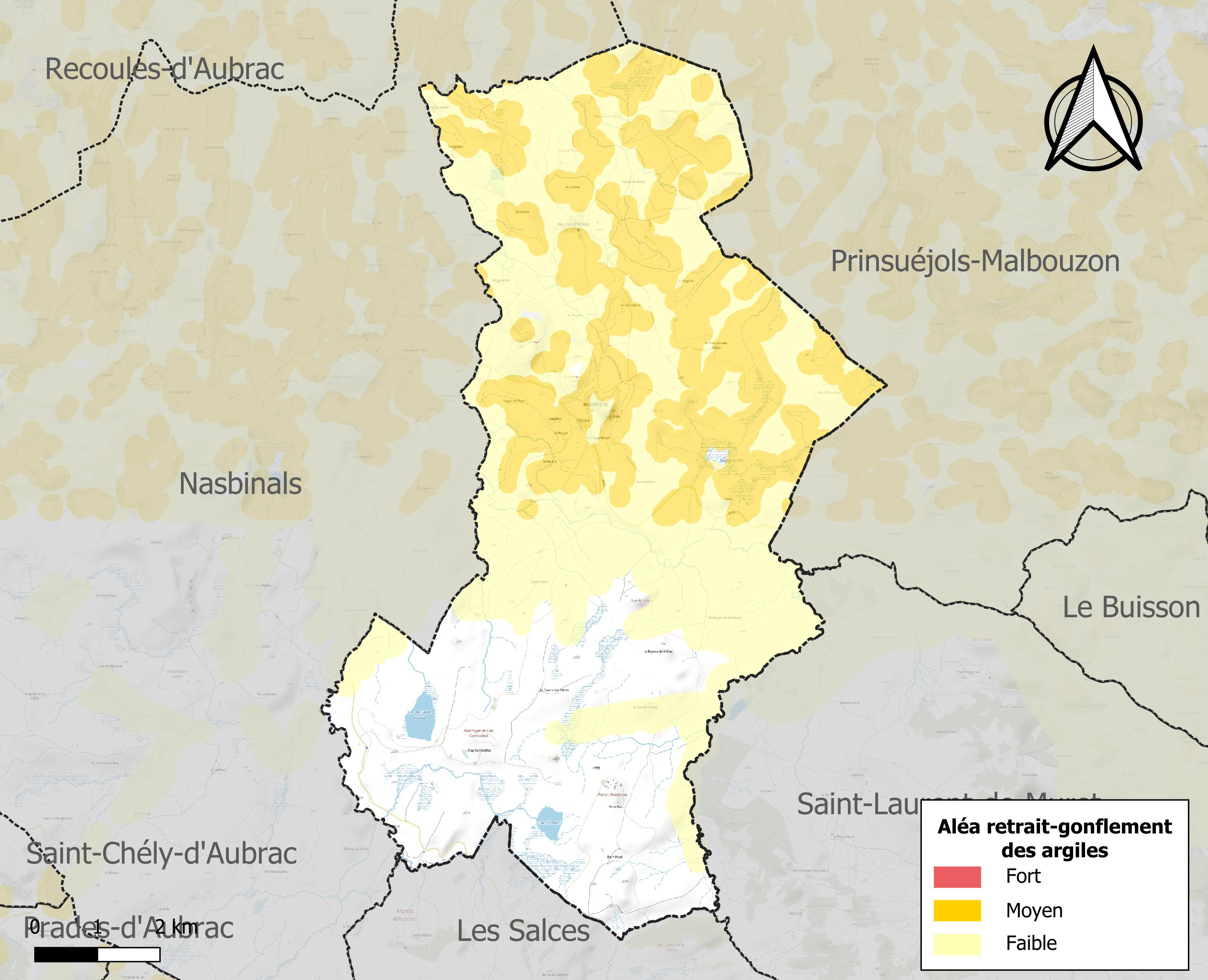
Carte des zones d'aléa retrait-gonflement des sols argileux de Marchastel.

Les mouvements de terrains susceptibles de se produire sur la commune sont des tassements différentiels.
Le retrait-gonflement des sols argileux est susceptible d'engendrer des dommages importants aux bâtiments en cas d’alternance de périodes de sécheresse et de pluie. 29,1 % de la superficie communale est en aléa moyen ou fort (15,8 % au niveau départemental et 48,5 % au niveau national). Sur les 44 bâtiments dénombrés sur la commune en 2019, 14 sont en aléa moyen ou fort, soit 32 %, à comparer aux 14 % au niveau départemental et 54 % au niveau national. Une cartographie de l'exposition du territoire national au retrait gonflement des sols argileux est disponible sur le site du BRGM,.
Par ailleurs, afin de mieux appréhender le risque d’affaissement de terrain, l'inventaire national des cavités souterraines permet de localiser celles situées sur la commune.
La commune a été reconnue en état de catastrophe naturelle au titre des dommages causés par les inondations et coulées de boue survenues en 1982 et 1994.

#### Risque particulier
Dans plusieurs parties du territoire national, le radon, accumulé dans certains logements ou autres locaux, peut constituer une source significative d’exposition de la population aux rayonnements ionisants. Certaines communes du département sont concernées par le risque radon à un niveau plus ou moins élevé. Selon la classification de 2018, la commune de Marchastel est classée en zone 3, à savoir zone à potentiel radon significatif.

## Toponymie
L'étymologie du nom "Marchastel" viendrait de "château des Maures", en référence à l'ancien château qui surplombait le village du haut du rocher.
Une autre hypothèse est avancée par M. Ajasse, instituteur à Rieutort d'Aubrac, ayant réalisé une étude communale en 1874; le nom viendrai de "Mars", dieu romain auquel un culte était rendu au sommet de la butte volcanique, et de "Chastel", pour le château siégeant alors en ce sommet.

## Histoire
Ce village était jadis sur la voie romaine, un des plus importants châteaux de la baronnie de Peyre se dressait sur le pic de « la Tourre » (des restes de fondations et des vestiges de murs sont visibles).

## Politique et administration
| Période                                  | Période  | Identité           | Étiquette | Qualité |
| ---------------------------------------- | -------- | ------------------ | --------- | ------- |
| Les données manquantes sont à compléter. |          |                    |           |         |
| 2001                                     | 2008     | Christian Bessière |           |         |
| 2008                                     | En cours | Éric Malherbe      |           |         |

## Démographie
L'évolution du nombre d'habitants est connue à travers les recensements de la population effectués dans la commune depuis 1793. Pour les communes de moins de 10 000 habitants, une enquête de recensement portant sur toute la population est réalisée tous les cinq ans, les populations de référence des années intermédiaires étant quant à elles estimées par interpolation ou extrapolation. Pour la commune, le premier recensement exhaustif entrant dans le cadre du nouveau dispositif a été réalisé en 2005.

En 2022, la commune comptait 45 habitants, en évolution de −19,64 % par rapport à 2016 (Lozère : +0,11 %, France hors Mayotte : +2,11 %).
| 1793 | 1800 | 1806 | 1821 | 1831 | 1836 | 1841 | 1846 | 1851 |
| ---- | ---- | ---- | ---- | ---- | ---- | ---- | ---- | ---- |
| 370  | 297  | 463  | 381  | 336  | 412  | 318  | 428  | 427  |

| 1856 | 1861 | 1866 | 1872 | 1876 | 1881 | 1886 | 1891 | 1896 |
| ---- | ---- | ---- | ---- | ---- | ---- | ---- | ---- | ---- |
| 390  | 399  | 303  | 232  | 287  | 248  | 270  | 256  | 265  |

| 1901 | 1906 | 1911 | 1921 | 1926 | 1931 | 1936 | 1946 | 1954 |
| ---- | ---- | ---- | ---- | ---- | ---- | ---- | ---- | ---- |
| 248  | 274  | 219  | 169  | 179  | 174  | 177  | 156  | 133  |

| 1962 | 1968 | 1975 | 1982 | 1990 | 1999 | 2005 | 2006 | 2010 |
| ---- | ---- | ---- | ---- | ---- | ---- | ---- | ---- | ---- |
| 125  | 106  | 92   | 71   | 74   | 73   | 84   | 87   | 77   |

| 2015 | 2020 | 2022 | - | - | - | - | - | - |
| ---- | ---- | ---- | - | - | - | - | - | - |
| 56   | 46   | 45   | - | - | - | - | - | - |

## Économie

### Emploi
|                | 2008  | 2013  | 2018  |
| -------------- | ----- | ----- | ----- |
| Commune        | 9,4 % | 8,3 % | 3,4 % |
| Département    | 5 %   | 6,4 % | 7,1 % |
| France entière | 8,3 % | 10 %  | 10 %  |

En 2018, la population âgée de 15 à 64 ans s'élève à 33 personnes, parmi lesquelles on compte 75,9 % d'actifs (72,4 % ayant un emploi et 3,4 % de chômeurs) et 24,1 % d'inactifs,. En  2018, le taux de chômage communal (au sens du recensement) des 15-64 ans est inférieur à celui de la France et du département, alors qu'en 2008 la situation était inverse.
La commune est hors attraction des villes,. Elle compte 22 emplois en 2018, contre 23 en 2013 et 22 en 2008. Le nombre d'actifs ayant un emploi résidant dans la commune est de 27, soit un indicateur de concentration d'emploi de 84,8 % et un taux d'activité parmi les 15 ans ou plus de 57,1 %.
Sur ces 27 actifs de 15 ans ou plus ayant un emploi, 16 travaillent dans la commune, soit 61 % des habitants. Pour se rendre au travail, 47,8 % des habitants utilisent un véhicule personnel ou de fonction à quatre roues, 21,7 % s'y rendent en deux-roues, à vélo ou à pied et 30,4 % n'ont pas besoin de transport (travail au domicile).

## Culture locale et patrimoine

### Lieux et monuments
- Église Saint-Pierre de Marchastel.

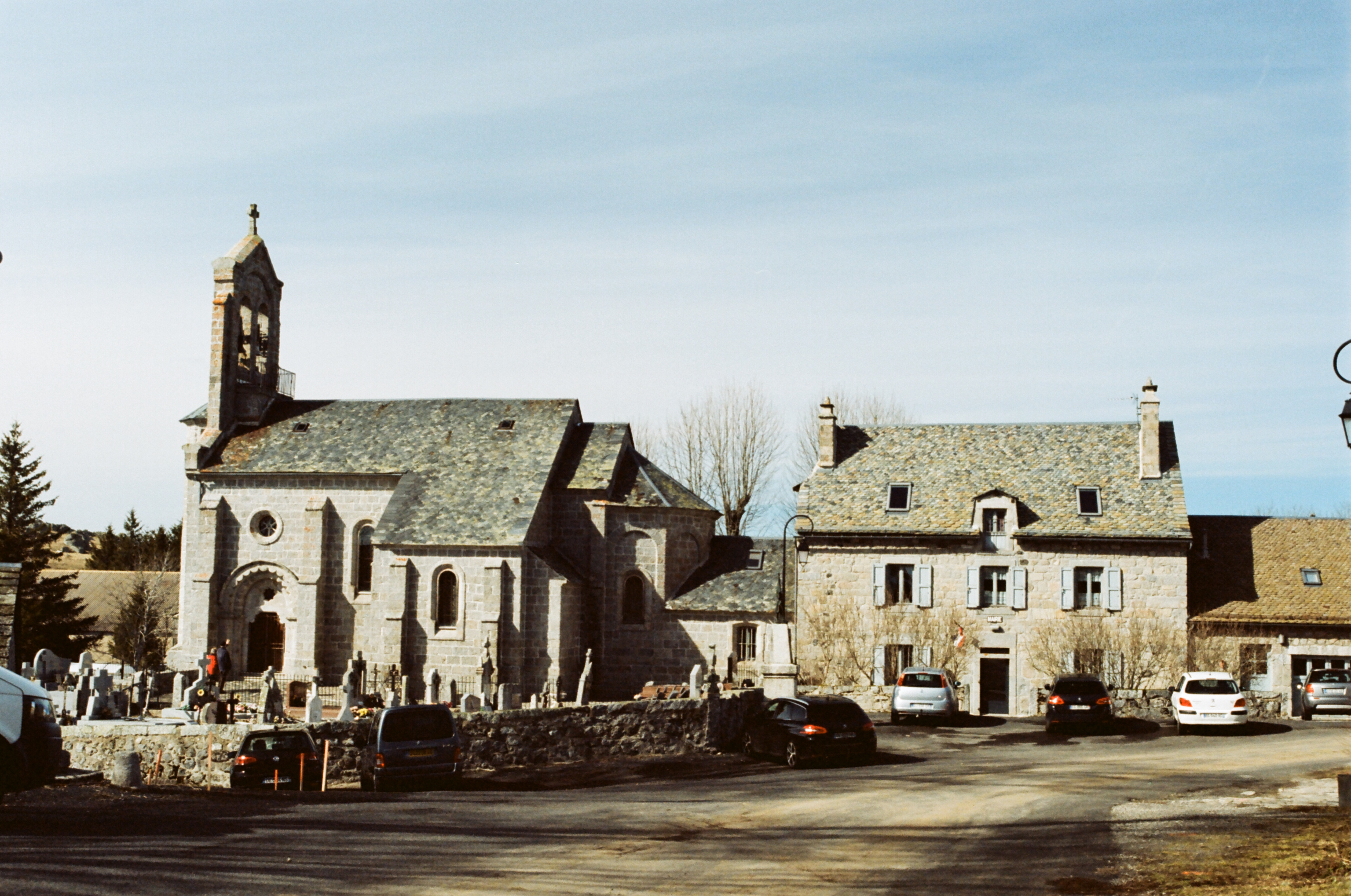
Centre du village de Marchastel (Gévaudan) avec son église et sa mairie.

L'église principale était jadis la chapelle Saint-Andéol, l'actuelle est une reconstruction de 1903, dans le style roman du XIIIe siècle (voûte en berceau, clocher-tour octogonal avec escalier à vis, etc.). On pourra y apercevoir des maisons en pierre volcanique aux toits de schiste et de lauzes.
À proximité de l'église se trouve une croix de mission comportant les symboles de la passion du Christ, croix fabriquée par un atelier situé 3 rue du Doyenné à Lyon.
- Sur le territoire de la commune, se trouvent deux des quatre principaux lacs de l'Aubrac : le lac de Saint-Andéol et le lac de Born.

### Le pèlerinage de Compostelle
Sur la via Podiensis du pèlerinage de Saint-Jacques-de-Compostelle.

### Personnalités liées à la commune
• Jamy Gourmaud et Frédéric Courant : le générique de l’émission C’est pas sorcier a été tourné sur le territoire de la commune.